# Worm Angels
A Worm Angels egy magyarországi jégkorongcsapat Érden, ami a másodosztályú Andersen Ligában szerepel. A klub a hazai mérkőzéseit az Érdi jégcsarnokban játssza. A 2022-23-as szezonban a klub a Dunaújvárosi Jégcsarnokban játszott.

## Története
A klub 2022-től szerepel a másodosztályú Andersen Ligában. A 2022-23-as szezon rájátszásába jutva a döntőben a MAC Ikonok ellen szenvedett vereséget 0-3-as arányban.

## Szezonok
| Alapszakasz | Alapszakasz | Alapszakasz | Alapszakasz | Alapszakasz | Alapszakasz | Alapszakasz | Alapszakasz | Alapszakasz | Rájátszás                                     | Rájátszás                               | Rájátszás                        | Rájátszás |
| Szezon      | LM          | GY          | GY.H.       | V. H.       | V           | G           | P           | Helyezés    | Negyeddöntő                                   | Elődöntő                                | Döntő                            | Eredmény  |
| ----------- | ----------- | ----------- | ----------- | ----------- | ----------- | ----------- | ----------- | ----------- | --------------------------------------------- | --------------------------------------- | -------------------------------- | --------- |
| 2022–23     | 16          | 8           | 0           | 1           | 7           | 69-62       | 25          | 5.          | Győzelem a Goodwill Pharma Szeged ellen (2-1) | Győzelem az UNI Győr ETO HC ellen (3-1) | Vereség a MAC Ikonok ellen (0-3) | Ezüstérem |
| 2023–24     | 20          | 6           | 0           | 0           | 1           | 78-101      | 19          | 8.          | Vereség az UNI Győr ETO HC ellen (0-2)        | -                                       | -                                | -         |
| 2024–25     | 18          | 5           | 2           | 1           | 10          | 76:110      | 20          | 7.          | Vereség az UNI Győr ETO HC ellen (0-2)        | -                                       | -                                | -         |